# Inge Hørup
Inge Hørup (født 29. maj 1958 i København) er en dansk kunstmaler.
Hørup arbejder primært med malerier, ofte med kvinder og erotiske motiver og ofte med et anstrøg af humor. Hun har haft adskillige udstillinger i Danmark og flere steder i udlandet, blandt andet Hamburg, Hameln, Toronto, Paris, Sankt Petersborg, Bruxelles og Regensburg. Dertil kommer flere udsmykningsarbejder samt i mindre omfang skulpturer.

## Tidlige liv
Hørup voksede op i et miljø med interesse for kunst og kultur, og hun fik mulighed for at prøve kræfter med malerkunsten som barn. Senere indledte hun et religionsstudium, men samtidig malede hun, og hun tog til sidst springet til at blive fuldtidsmaler efter at være blevet inspireret af maleren Ulrik Kvist i Odder, som hun blev elev hos i perioden 1980-84.

## Privatliv
Hørup bor delvist i Frankrig, men har også atelier i Århus.